# Cementerio de Sarriá
El Cementerio de Sarriá es un cementerio de Barcelona, pertenecía antes al municipio de Sarriá, antiguo municipio que ahora es un barrio de la ciudad. Se encuentra concretamente en la zona de Las Tres Torres. Es gestionado por la empresa pública municipal Cementiris de Barcelona, que gestiona otros cementerios de la ciudad.

## Descripción
Es difícil reconstruir la historia del cementerio antiguo porque un incendio destruyó el archivo parroquial. Era el cementerio del pueblo de Sarriá, situado en las inmediaciones del antiguo núcleo urbano, ya muy cerca de San Gervasio de Cassolas. Se construyó a mediados del siglo XIX, a raíz de la real orden que prohibía enterrar en los cementerios parroquiales. El ayuntamiento compró unos terrenos a Mateu Sanges y Jaume Artigas y los primeros entierros fueron en 1835. Sin embargo, la construcción del recinto fue posterior, según un proyecto de Francesc Renart y Arús de 1849.
Sarriá era un pueblo frecuentado en verano por familias acomodadas de Barcelona; sin embargo, la mayoría de ellas estaban empadronadas en la ciudad y, al morir, utilizaban los cementerios de Pueblo Nuevo o de Montjuic: por eso, aunque los vecinos del barrio fueran grandes familias barcelonesas, el cementerio es pequeño y no se encuentran grandes panteones ni tumbas. La parte conservada del archivo comienza en 1922, un año después de la anexión del municipio a Barcelona.
Se trata de un pequeño cementerio, de 4.569 metros cuadrados de superficie y 2.163 sepulturas. El recinto está partido en dos departamentos por un eje formado por el camino que va de la entrada a la capilla; en los muros perimetrales tiene nichos, tumbas y panteones en el interior, y posteriormente se hizo una ampliación con un segundo recinto. Conserva el aspecto de un cementerio rural, sin muchas tumbas monumentales: destacan el panteón de la familia Mumbrú, obra neogótica de Augusto Font Carreras (1894), y la tumba de Carles Riba y Clementina Arderiu, con un relieve de Josep Clarà.
Carlos Ruiz Zafón lo describe en su novela Marina:

"El cementerio de Sarrià es uno de los rincones más escondidos de Barcelona. Si uno lo busca en los planos, no aparece. Si uno pregunta cómo llegar a él a vecinos o taxistas, lo más seguro es que no lo sepan, aunque todos hayan oído hablar de él. Y si uno, por ventura, se atreve a buscarlo por su cuenta, lo más probable es que se pierda. Los pocos que están en posesión del secreto de su ubicación sospechan que, en realidad, este viejo cementerio no es más que una isla del pasado que aparece y desaparece a su capricho”.
C. Ruiz Zafón. Marina. Barcelona: Edebé, 2003, p. 35

## Sepulturas

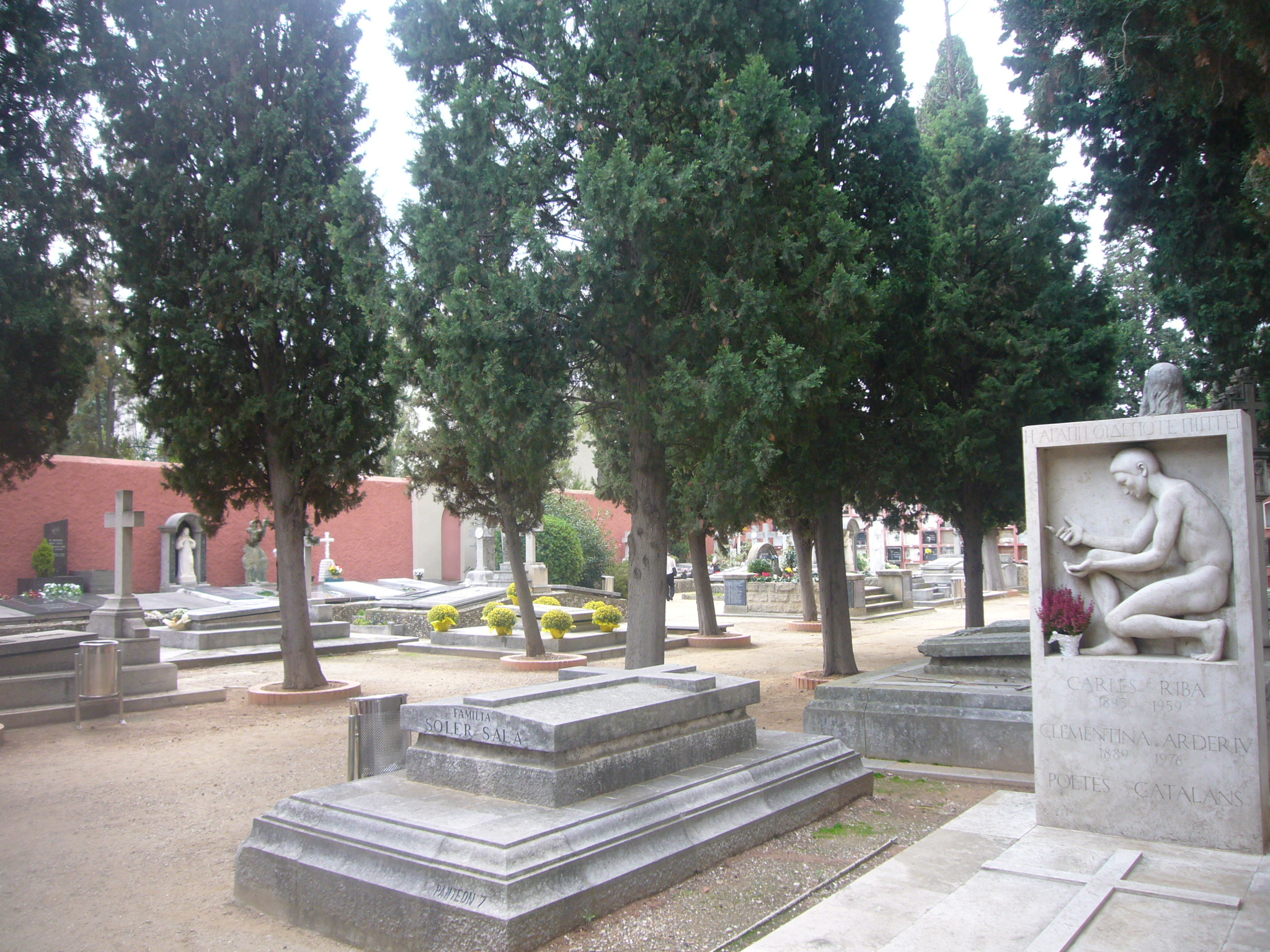
Tumba de C. Riba y C. Arderiu

Entre las personas que hay enterradas encontramos (por orden cronológico de muerte):
- Josep Margenat i Cuyàs (Sarriá, 1807 - 1843), farmacéutico y político
- Francesc Guasch i Homs (Barcelona, 1861 - 1923) y Emília Coranty Llurià (m. 1944), pintores (nichos 102 y 103)
- Miquel de Esplugues, Pere Campreciós y Bosch (Esplugues de Llobregat, 1870 - Barcelona, 1934), fraile capuchino, erudito y escritor (panteón de los capuchinos)
- Beato Jaume Gascón y Bordás (Jaume de Santa Teresa) (Forcall, 1886 - Barcelona, 1936), carmelita descalzo (en el nicho de una familia amiga)
- Carlos Riba y Bracons (Barcelona, 1893 - 1959), poeta y escritor (Dep. II, panteón 8, en una tumba con un relieve de J. Clarà)
- Jaume Mercadé i Queralt (Valls 1889 - Barcelona, 1967), pintor y orfebre
- Josep Obiols y Palau (Sarriá, 1894 - Barcelona, 1967), pintor y grabador (Dep. II, nicho 607)
- Eusebio Díaz González (Salamanca, 1878 – Barcelona, 1968), rector de la Universidad de Barcelona y magistrado de la Audiencia de Barcelona (Dep. II, nicho 153)
- Esteve Blanch i Busquets, Evangelista de Montagut (Montagut (San Julián de Ramis), 1883 - Barcelona, 1968), capuchino, moralista y escritor (panteón de los capuchinos)
- Maties Solà i Farell (San Lorenzo Savall, Vallés Occidental, 1884 – Barcelona, 1973), capuchino y obispo en Nicaragua (panteón de los capuchinos)
- Manuel Urda Marín (Barcelona, 1888 - 1974), dibujante e historietista
- Clementina Arderiu i Voltas (Barcelona, 1889 - 1976), poeta (Dep. II, panteón 8, en la misma tumba de C. Riba, su marido)
- Josep Puig i Bosch, Hilari de Arenys de Mar (Arenys de Mar, Maresme, 1889 — Barcelona, 1976), capuchino y escritor (panteón de los capuchinos)
- Nicolau Maria Rubió i Tudurí (Mahón, 1891 - Barcelona, 1981), arquitecto, paisajista y escritor (Dep. II, tumba menor 22)
- Nolasco del Molar, Daniel Rebull y Montanyola (Molar, Priorato, 1902 — Barcelona, 1983), capuchino y escritor (panteón de los capuchinos)
- Camil Plácido Crous y Salichs (Calella, 1896 – Barcelona, 1985), fraile capuchino y obispo en Colombia (panteón de los capuchinos).
- JV Foix (Sarriá, 1893 - Barcelona, 1987), poeta y escritor (en el nicho 84, "De Josep Foix i Ribera y de los suyos")
- Joan Sans y Balsells, Robert de la Riba (La Riba, Alto Campo, 1912 - Barcelona, 1999), capuchino, organista y compositor (panteón de los capuchinos)
- Jordi Llimona i Barret (Barcelona, 1924 - 1999), capuchino, teólogo, escritor y político (panteón de los capuchinos)
- Jaume Planas Guasch (Barcelona, 1915 - 2004), médico, pionero de la cirugía estética.
- José Aldazábal Larrañaga (Azcoitia, 1938 - Barcelona, 2006), profesor y liturgista salesiano (en el panteón de los salesianos).